# Sandra Beltran
Sandra Beltran, a właściwie Sandra Liliana Beltran Ojeda (ur. 5 czerwca 1975 roku w Bucaramanga, Kolumbia) – kolumbijska aktorka.
Sandra Beltran znana jest głównie z telenoweli kolumbijskiej Kobieta w lustrze, w której zagrała Antonię Mutti siostrę Marcosa Mutti.

## Filmografia
- 2006: Sin tetas no hay paraíso jako Yesica
- 2005–2005: Kobieta w lustrze (Mujer en el espejo, La) jako Antonia Mutti
- 2002: Pecados capitales jako Nurse Eloisa
- 2000: A donde va Soledad" jako Jenny
- 2000: Rauzán jako Maria
- 2000: Se armó la gorda jako Marisa/Ana Maria Mallarino